# Мастерская Османа Омарова

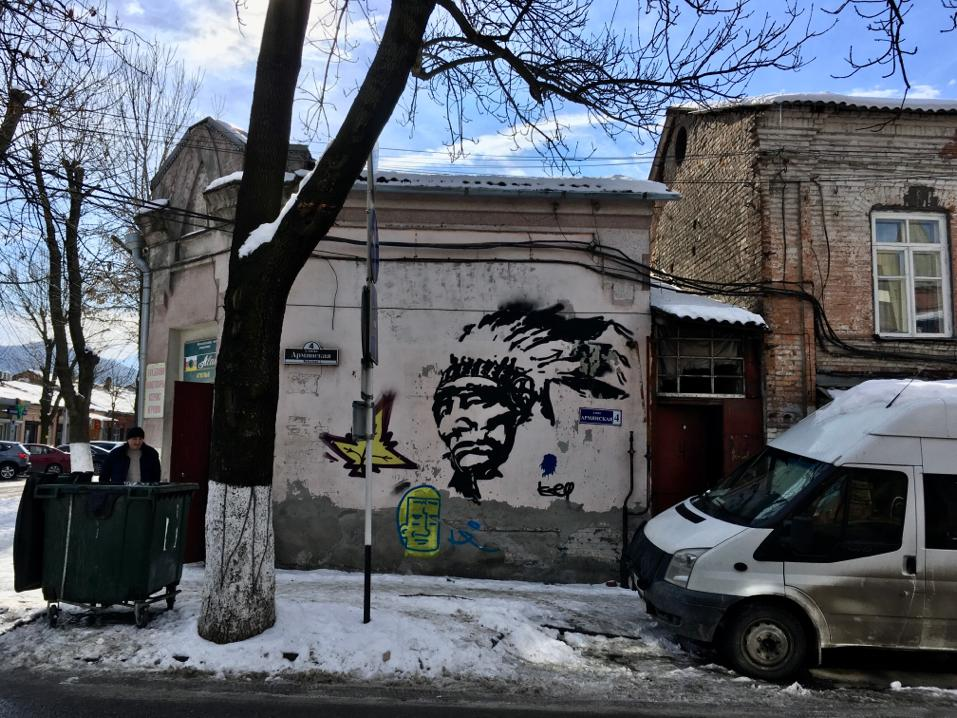
Граффити, февраль 2020 года

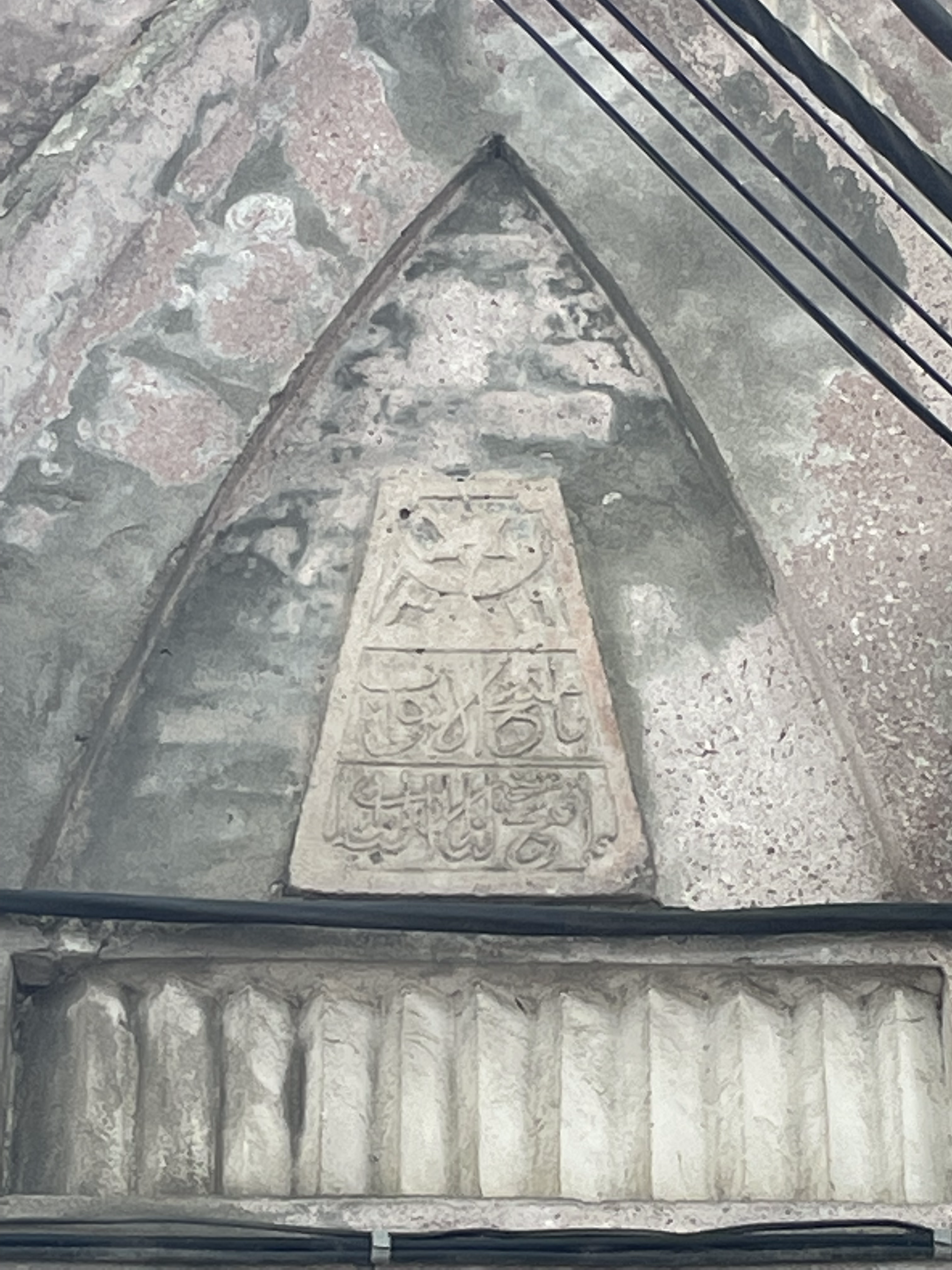
Медальон с дуа «О тот, который открывает двери, открой нам лучшие из дверей»

Мастерская Османа Омарова — памятник истории и градостроительства регионального значения во Владикавказе, Северная Осетия. Памятник, связанный с развитием промышленности и становлением Владикавказа. Объект культурного наследия России и культурного наследия Северной Осетии.
Дом расположен в исторической части города на пересечении улицы Гаппо Баева, 22 (бывшая Краснорядская улица) и Армянской улицы, 6 (4) (до 1935 года — Вревская улица). Ближайшие объекты культурного нсаледия по Армянской улице — Церковь Святого Григория Просветителя, д. 1 и Дом Евгения Вахтангова, д. 2, по улице Гаппо Баева — Доходный дом купцов Тер-Асатуровых, д. 33.

## История
Точная дата постройки и имя архитектора не известны. Предполагается, что автором проекта был городской архитектор Поляков. Впервые здание упоминается в июле 1901 года по сохранившему архитектурному проекту. Собственником здания был мастер холодного оружия Осман Омаров (полное имя — Омаров Осман Омар Оглы), который родился в 1850 году в селении Кази-Кумух (сегодня — Кумух) на территории современного Дагестана. Умер во Владикавказе в 1913 году. Потомки мастера живут сегодня в домовладении по улице Гаппо Баева рядом со зданием мастерской.
В первое десятилетие XX века в здании находились два цеха по изготовлению холодного оружия, ювелирных изделий и магазин. В разное время в мастерской трудилось от 15 до 50 человек. В мастерской изготавливались шашки, кинжалы для охоты, казачьего и регулярного войска. Сталь для изделий доставлялась из владикавказских железнодорожных мастерских. В 1914 году численность рабочих составляла около 70 человек.
До 1946 года здание находилось в личной собственности. В этом году предприятие «Металлоширпотреб» приобрело здание у собственника Османова С. О. за 60600 рублей, разместив в нём предприятия торговли и обслуживания населения.
В 2022 году из здания выехали все предприятия и в июне 2023 года началась реставрация. В 2024 году в здании открылось кафе-ресторан. 
Описание
Во время постройки уровень тротуара был ниже как минимум на 50 сантиметров от современной отметки. Два кирпичных фасада формируют улицы Гаппо Баева и Армянскую. Кирпичная кладка не представляет архитектурной ценности. Размер фасада по улице Гаппо Баева — 22,4 метра и по Армянской улице — 5,3 метра. Внешний вид не имеет строгой архитектурной стилистики. Здание неоднократно подвергалось перепланировке. Въезд во двор осуществлялся с левой части фасада со стороны улицы Гаппо Баева. Оригинальные ворота не сохранились.
Входная часть располагается на скошенном углу. Над входом находится углублённый в треугольной нише медальон с вязью из арабских букв, представляющих собой мусульманскую молитву «يا من يفتح الأبواب ، افتح لنا أفضل الأبواب» («Иа муфаттих аль-абуаби, ифтах ляна хайр аль-баби»: «О тот, который открывает двери, открой нам лучшие из дверей»), которую размещали обычно над входом в значимые здания и сооружения. Над надписью располагается Звезда Давида, символизирующая богатство и процветание.
На фасаде по Гаппо Баева находится кирпич с маркировкой «Е.П.» (кирпичный завод купца Ефима Петросова).